# Мала Купта
Мала Купта́ (рос. Малая Купта, марій. Изи Купто) — присілок у складі Марі-Турецького району Марій Ел, Росія. Входить до складу Марі-Турецького міського поселення.

## Населення
Населення — 68 осіб (2010; 80 у 2002).
Національний склад (станом на 2002 рік):
- марійці — 100 %